# المشنة (الطيال)

تعديل مصدري - تعديل

المشنة هي إحدى قرى عزلة السهمان بمديرية الطيال التابعة لمحافظة صنعاء، بلغ تعداد سكانها 24 نسمة حسب تعداد اليمن لعام 2004.